# 한국의 둘레길
《한국의 둘레길》은 EBS 1TV에서 월요일 ~ 목요일 저녁 7시 30분에 방송하는 여행 프로그램이다.